# Lionel Benhamou

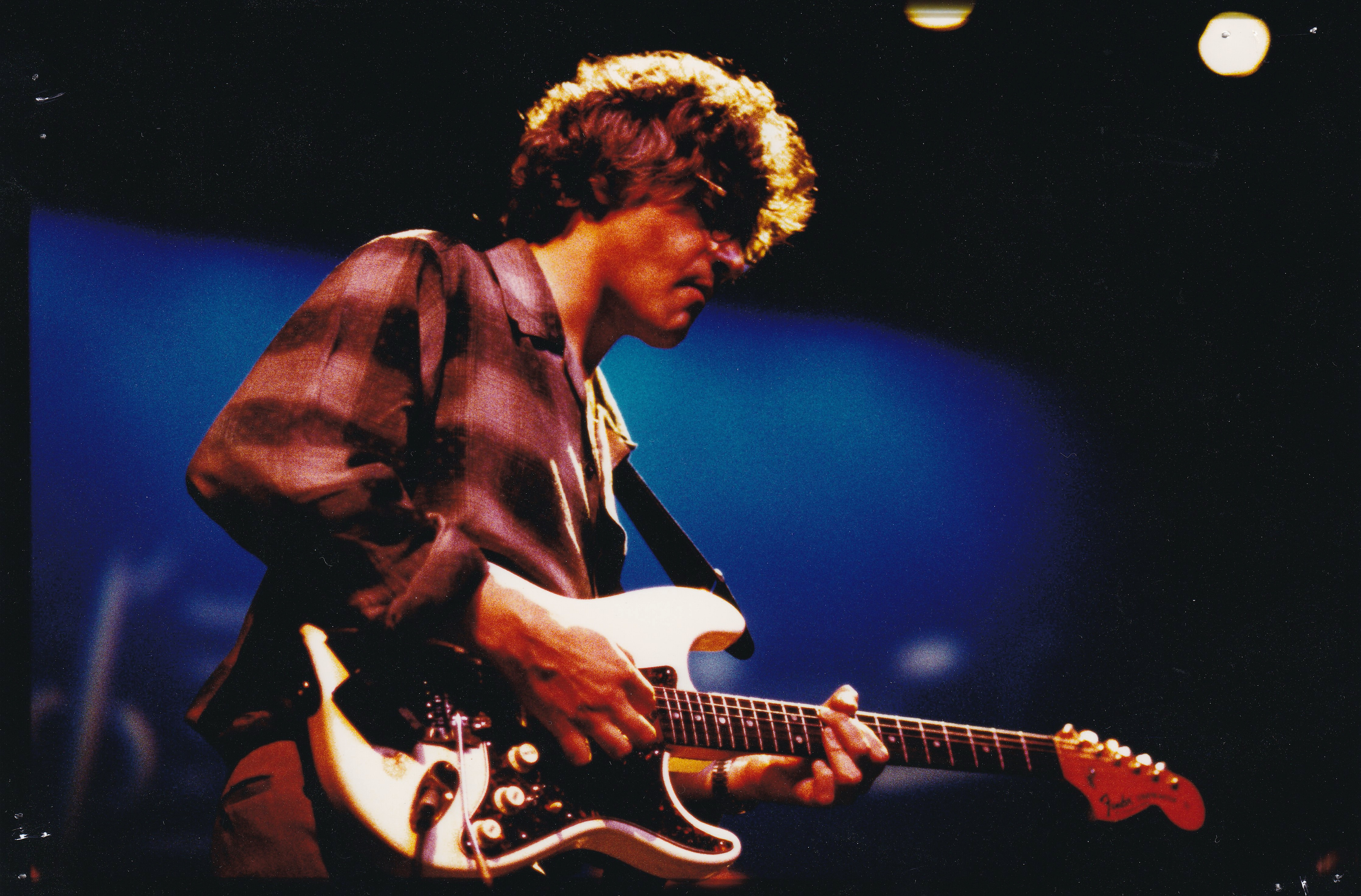
Lionel Benhamou

Lionel Charles Ben-Hamou (* 27. August 1956 in Paris; † 29. Dezember 1995 ebenda) war ein französischer Jazz-Gitarrist.
Benhamou studierte zunächst klassische Gitarre, kam aber über seinen Vater, einen Amateur-Jazzmusiker, früh in Kontakt mit Jazz und begann in Dixieland-Bands Banjo zu spielen. Danach spielte er mit Bill Coleman, der „Anachronic Jazz Band“ und „Sharkey & Co.“ 1982 war er Mitgründer der Gruppe „Galigai“ (mit dem Pianisten Michel Précastelli, Marc-Michel Le Bévillon, Umberto Pagnini), mit denen er 1982 ein gleichnamiges Album veröffentlichte, sein Debütalbum. Daneben spielte er mit Musikern wie John Scofield, Zool Fleischer (mit dessen Quintett auf „Picnic Tragic“), Marc Bertaux, Toots Thielemans, Johnny Griffin, Sheila Jordan, Steve Kuhn, Albert Mangelsdorff, Siegfried Kessler, Jef Gilson und John Lewis. Er war Mitglied in der Bigband „Lumière“ von Laurent Cugny (auch unter Leitung von Gil Evans), der von Martial Solal, Denis Badault und im „Swing String System“ von Didier Levallet. 1988 bildete er ein eigenes Trio mit dem Bassisten Jean-Jacques Avenel und dem Schlagzeuger Tony Rabeson (Album „Fruits cuits, Fruits crus“ bei Open). Daneben trat er als Solist auf, arbeitete mit Riccardo Del Fra und Stéphane Huchard und war 1991 bis 1994 Mitglied des Orchestre National de Jazz unter Denis Badault und unter Cugny.
Er unterrichtete Gitarre am CIM.
Benhamou selbst zählte die unterschiedlichsten Musikrichtungen als Einflüsse auf seinen Stil auf: klassischen Jazz (er kannte aus seiner Jugend von seinem Vater alle Platten von Lester Young und Charlie Parker), Wayne Shorter, Wes Montgomery, Jimi Hendrix, aber auch Alban Berg und die späten Streichquartette von Beethoven.
Lionel Benhamou starb am 29. Dezember 1995 in Paris im Alter von 39 Jahren.